# ووشتنیرایشوو
ووشتنیرایشوو (به آلمانی: Wüstenjerichow) یک منطقهٔ مسکونی در آلمان است که در موکرن واقع شده‌است. ووشتنیرایشوو  ۱۲۷ نفر جمعیت دارد.